# Municipio de Lincoln (condado de Cass)
El municipio de Lincoln (en inglés: Lincoln Township) es un municipio ubicado en el condado de Cass en el estado estadounidense de Iowa. En el año 2010 tenía una población de 165 habitantes y una densidad poblacional de 1,79 personas por km².

## Geografía
El municipio de Lincoln se encuentra ubicado en las coordenadas 41°22′8″N 94°45′12″O / 41.36889, -94.75333. Según la Oficina del Censo de los Estados Unidos, el municipio tiene una superficie total de 92.17 km², de la cual 92,09 km² corresponden a tierra firme y (0,08 %) 0,08 km² es agua.

## Demografía
Según el censo de 2010, había 165 personas residiendo en el municipio de Lincoln. La densidad de población era de 1,79 hab./km². De los 165 habitantes, el municipio de Lincoln estaba compuesto por el 95,76 % blancos, el 1,21 % eran asiáticos y el 3,03 % eran de una mezcla de razas. Del total de la población el 0 % eran hispanos o latinos de cualquier raza.